# Guerrilla (álbum)
Guerrilla es el tercer álbum de estudio de la banda de rock Super Furry Animals, publicado el 14 de junio de 1999 por Creation Records. En general bien recibido por la crítica y los aficionados del grupo, logró ubicarse en la décima posición de la lista de éxitos UK Albums Chart.

## Lista de temas
Todas las canciones escritas y compuestas por Super Furry Animals. 
| Disco 1: 2019 Remaster |                                                                                              |          |  |
| N.º                    | Título                                                                                       | Duración |  |
| 1.                     | «Check It Out» (intro)                                                                       | 1:27     |  |
| 2.                     | «Do or Die»                                                                                  | 1:59     |  |
| 3.                     | «The Turning Tide»                                                                           | 2:50     |  |
| 4.                     | «Northern Lites»                                                                             | 3:30     |  |
| 5.                     | «Night Vision»                                                                               | 4:41     |  |
| 6.                     | «Wherever I Lay My Phone (That's My Home)»                                                   | 5:25     |  |
| 7.                     | «A Specific Ocean» (instrumental)                                                            | 0:52     |  |
| 8.                     | «Some Things Come from Nothing»                                                              | 5:54     |  |
| 9.                     | «The Door To This House Remains Open»                                                        | 4:17     |  |
| 10.                    | «The Teacher»                                                                                | 2:31     |  |
| 11.                    | «Fire in My Heart»                                                                           | 2:46     |  |
| 12.                    | «The Sound of Life Today» (instrumental)                                                     | 0:22     |  |
| 13.                    | «Chewing Chewing Gum»                                                                        | 4:49     |  |
| 14.                    | «Keep the Cosmic Trigger Happy» (incluye la pista escondida "Chewing Chewing Gum (reprise)") | 8:49     |  |

| Disco 2: B-Sides & Such |                            |          |  |
| N.º                     | Título                     | Duración |  |
| 1.                      | «Rabid Dog»                | 3:46     |  |
| 2.                      | «The Matter of Time»       | 5:47     |  |
| 3.                      | «Mrs. Spector»             | 3:02     |  |
| 4.                      | «Missunderstanding (sic)»  | 3:22     |  |
| 5.                      | «Colorblind»               | 3:34     |  |
| 6.                      | «This, That and the Other» | 5:53     |  |

## Créditos
- Gruff Rhys – voz, guitarras, teclados
- Huw Bunford – guitarras, coros
- Guto Pryce – bajo
- Cian Ciaran – teclados, batería, guitarras
- Dafydd Ieuan – batería, percusión, coros